# Cabernet Mitos
Cabernet Mitos ist eine deutsche, neu gezüchtete Rotweinsorte. Sie entstand aus der Kreuzung der Sorten Blaufränkisch und Teinturier du Cher. Die ursprünglichen Angaben der Züchter Helmut Schleip und Bernd H. E. Hill, es handele sich um eine Kreuzung von Blaufränkisch und Cabernet Sauvignon, konnten in der Zwischenzeit durch eine DNA-Analyse widerlegt werden.
Sie wurde 1970 von der Staatlichen Lehr- und Versuchsanstalt für Wein- und Obstbau in Weinsberg vorgestellt. Am 24. Januar 2001 wurde der Sortenschutz beim Bundessortenamt bewilligt. Seitdem nimmt die Rebfläche ständig zu. In Deutschland waren im Jahr 2022 271 Hektar (≈0,3 % der deutschen Rebfläche) mit der Rebsorte Cabernet Mitos bestockt, im Jahr 2007 waren es noch 320 Hektar (0,3 % der deutschen Rebfläche). Im Jahr 2006 waren noch 317 Hektar Anbaufläche bestockt, nachdem im Jahr 2001 immerhin 102 Hektar erhoben wurden. Kleine Bestände sind auch in der Schweiz und Ungarn bekannt.
Die Rebe verfügt über eine gute Winterhärte, geschmacklich bestehen Parallelen zum Cabernet Sauvignon. Cabernet Mitos ist zum Ausbau im Barrique geeignet. Der Wein ist reich an Gerbstoffen und verlangt somit eine längere Lagerung.
Darüber hinaus kann der Wein zur Farbunterstützung anderer Rotweine eingesetzt werden, da der Cabernet Mitos der Familie der Färbertrauben zugeordnet werden kann. Die Beeren der Färbertrauben verfügen über eine rote Haut und rotes Fruchtfleisch, so dass auch im Saft ein erheblicher Anteil roter Farbpigmente vorhanden ist, was den daraus gekelterten Wein besonders farbkräftig macht. Die Farbpigmente sind im gesamten Pflanzengewebe vorhanden. Dadurch färben sich auch die Blätter relativ früh rot. Cabernet Mitos ist eine Varietät der Edlen Weinrebe (Vitis vinifera). Sie besitzt zwittrige Blüten und ist somit selbstfruchtend. Beim Weinbau wird der ökonomische Nachteil vermieden, keinen Ertrag liefernde, männliche Pflanzen anbauen zu müssen.
Aus einer ähnlichen Kreuzung entstammt die Rebsorte Cabernet Cubin.

## Verbreitung
In Deutschland waren im Jahr 2023 264 ha mit der Rebsorte Cabernet Mitos bestockt, in der Schweiz rund 2,8 ha. In Ungarn wurden im Jahr 2016 rund 1 ha angebaut.
Die Rebflächen in Deutschland verteilen sich wie folgt auf die einzelnen Anbaugebiete:
| Weinbaugebiet        | Fläche ha 2022 | Fläche ha 2023 |
| Summe Deutschland    | 271,0          | 264            |
| -------------------- | -------------- | -------------- |
| Ahr                  | 001,0          | 001,0          |
| Baden                | 098,0          | 095,0          |
| Franken              | 003,0          | 003,0          |
| Hessische Bergstraße | 003,0          | 003,0          |
| Mittelrhein          | 00-,0          | 00-,0          |
| Mosel                | 003,0          | 003,0          |
| Nahe                 | 003,0          | 003,0          |
| Pfalz                | 068,0          | 066,0          |
| Rheingau             | 003,0          | 003,0          |
| Rheinhessen          | 056,0          | 055,0          |
| Saale-Unstrut        | 003,0          | 003,0          |
| Sachsen              | 00-,0          | 00-,0          |
| Württemberg          | 0030,0         | 030,0          |